# Graandeal
De graandeal, officieel het Initiative on the Safe Transportation of Grain and Foodstuffs from Ukrainian ports, ook wel het Black Sea Grain Initiative genoemd, is een overeenkomst over de export van graan en aanverwante voedingsmiddelen dat stil kwam te liggen door de Russische invasie van Oekraïne in 2022. De strijdende partijen Rusland en Oekraïne tekenden de overeenkomst niet met elkaar, maar met bemiddelaar Turkije, onder toezicht van de Verenigde Naties. De documenten werden op 22 juli 2022 in Istanboel ondertekend. Op 17 juli 2023 maakte Rusland bekend dat het uit de graandeal was gestapt. 

## Achtergrond
In 2022 kregen naar schatting 47 miljoen mensen ernstige honger te maken als gevolg van de hoge voedselkosten in de wereld, deels veroorzaakt door de Russische invasie van Oekraïne in 2022. Ontwikkelingslanden en opkomende landen in Afrika, Azië en Latijns-Amerika zijn het meest getroffen door deze oorlog vanwege hun afhankelijkheid van geïmporteerd graan en brandstof.
Volgens de Voedsel- en Landbouworganisatie van de VN behoort Oekraïne tot de grootste graanexporteurs ter wereld en levert het jaarlijks meer dan 45 miljoen ton aan de wereldmarkt. Volgens de BBC is in de Oekraïense havenstad Odessa zo'n 20 miljoen ton graan geblokkeerd. Voor de oorlog werd vrijwel alle tarwe, maïs, en zonnebloemolie van Oekraïne geëxporteerd via de havens aan de Zwarte Zee. Voordat de graandeal werd bereikt, waren de havens in Oekraïne beschadigd of geblokkeerd door zeemijnen uit angst voor Russische verovering. Aanvankelijk was de regering in Kiev terughoudend om de zee te ontmijnen vanwege de omvang van de taak en de mogelijkheid van een Russische aanval op de havens.

## Tijdlijn

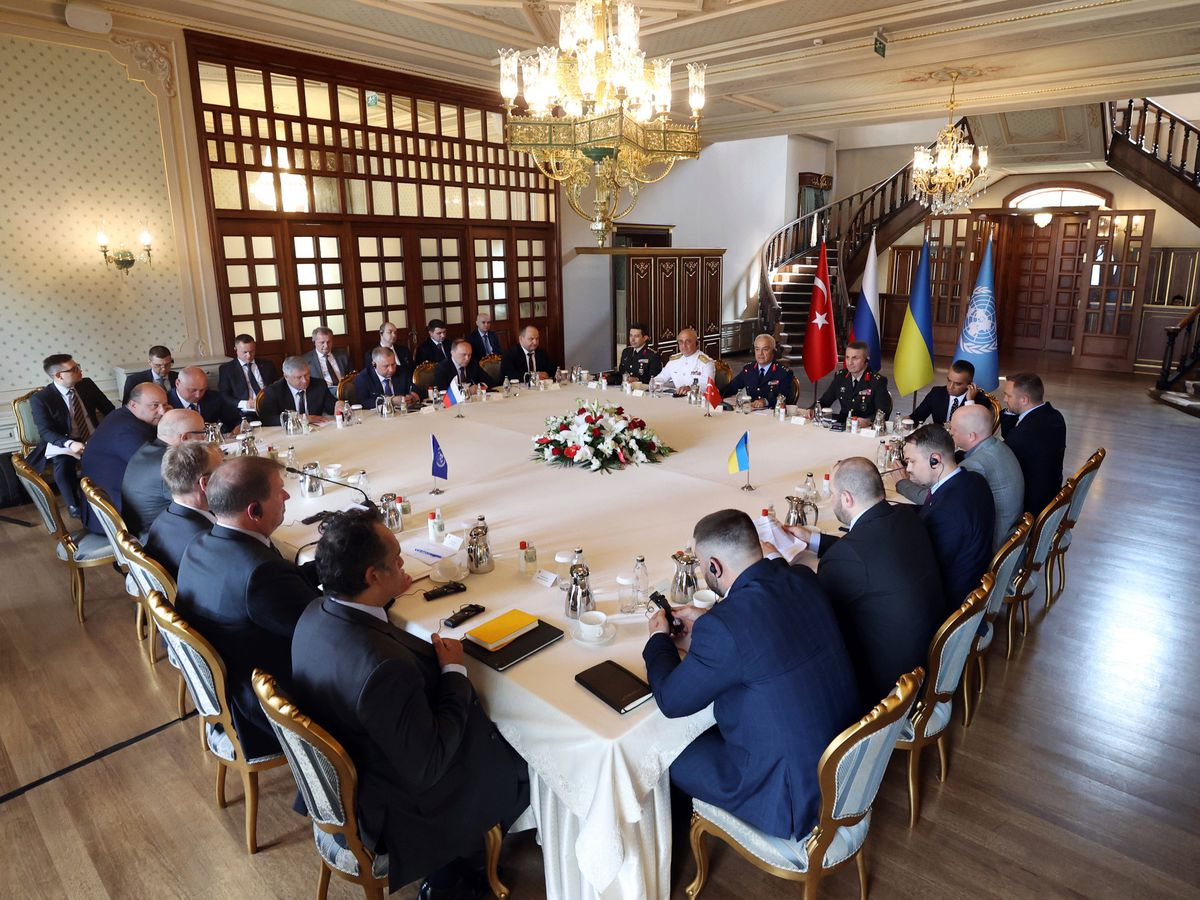
Vertegenwoordigers van de vier partijen aan de onderhandelingstafel in Istanbul (13 juli 2022)

- 25 april 2022: VN-secretaris-generaal Antonio Guterres en de Turkse president Recep Tayyip Erdoğan hielden een bijeenkomst om het conflict te bespreken en de impact ervan te evalueren op onderwerpen zoals voedsel, energie en economie.[7]
- 26 April 2022: Guterres had een ontmoeting met de Russische president Vladimir Poetin en beschreef de ontmoeting als "zeer nuttig".[8]
- 28 April 2022: Guterres had een ontmoeting met de Oekraïense president Volodymyr Zelensky en Oekraïense andere functionarissen om de voedselcrisis te bespreken.[9]
- 26 Mei 2022: Rusland veranderde de route van de "veilige blauwe corridor" voor koopvaardijschepen van Oekraïense havens.[10]
- 3 juni 2022: Poetin sprak in een ontmoeting met de president van de Afrikaanse Unie over graanleveringen van Rusland en Oekraïne naar Afrika te bespreken.[11]
- 7 juni 2022: Russische en Turkse ministers van Defensie bespraken verschillende onderwerpen, waaronder een mogelijke 'graancorridor' vanuit Oekraïne.[12]
- 11 juli 2022: Zelensky zei dat hij gesprekken had gevoerd met president Erdogan over de noodzaak om de havens van Oekraïne te deblokkeren en de graanexport te hervatten.[13]
- 13 juli 2022: Militaire delegaties uit Rusland, Turkije en Oekraïne en een civiele VN-delegatie kwamen bijeen in Istanbul voor de onderhandelingen.[14]
- 19 juli 2022: Tijdens een bijeenkomst in Iran ontmoette de Poetin president Erdogan om de graandeal te bespreken.[15]
- 22 juli : De ondertekeningsceremonie voor de documenten vond plaats in Istanbul in aanwezigheid van Guterres, Erdogan, de Russische minister van Defensie Sergej Sjojgoe, de Oekraïense minister van Infrastructuur Oleksandr Kubrakov en de Turkse minister van Defensie Hulusi Akar.[16]
- 23 juli 2022: Minder dan 24 uur na het ondertekenen van de graandeal bombardeerde Rusland de haven van Odessa.[17]
- 25 juli 2022: Voorbereidingen voor de graanexport werden hervat door de Oekraïense zeehavenautoriteiten (USPA).[18]
- 27 juli 2022: Het Joint Coordination Centre (JCC) wordt officieel ingehuldigd in Istanbul.[19]
- 28 juli 2022: VN-hulpchef Martin Griffiths zei dat de eerste lading Oekraïens graan al op vrijdag zou kunnen plaatsvinden, maar dat "cruciale" details nog werden uitgewerkt.[20]
- 29 juli 2022: In een onaangekondigde verschijning in Odessa zei Zelensky dat een Oekraïens schip klaarstond en op een teken wachtte om de haven te mogen verlaten.[21]
- 31 juli 2022: De Turkse presidentiële woordvoerder İbrahim Kalın maakte bekend dat het eerste schip maandag (1 augustus) dan wel uiterlijk dinsdag (2 augustus) zou vertrekken.[22]
- 1 augustus 2022: Het eerste schip met Oekraïens graan vertrok vanuit de haven van Odessa. De bestemming van het schip was Libanon.[23]
- 20 augustus 2022: Het aantal schepen dat tot op heden Oekraïne heeft verlaten in overeenstemming met de overeenkomst bedraagt 27.[24]
- 26 augustus 2022: Zelensky verklaarde dat sinds de ondertekening van de graanovereenkomst 1 miljoen ton graan was uitgevoerd. Vierenveertig schepen waren naar 15 landen gestuurd en nog eens 70 schepen hadden zich aangemeld voor het laden van graan. Volgens de Oekraïense president was het doel 3 miljoen ton per maand.[25]
- 29 oktober 2022: Het Russische ministerie van Defensie verklaarde dat Rusland de deelname aan de graandeal opschortte na een drone-aanval op de Baai van Sebastopol, waar schepen van de Zwarte Zeevloot waren gestationeerd. Het Russische ministerie van Buitenlandse Zaken gaf een verklaring uit waarin het Oekraïne beschuldigde van een "massale aanval" op de marinebasis in Sebastopol. Anthony Blinken, de minister van Buitenlandse Zaken van de Verenigde Staten, drong er bij Rusland op aan zijn deelname aan het initiatief te hervatten.[26]
- 31 oktober 2022: Schepen bleven Oekraïne uitvaren ondanks de opzegging van Rusland. De Russen konden "de veiligheid van civiele schepen niet garanderen", maar voerden ook geen blokkade-acties uit, zoals het voor de boeg schieten van schepen of mijnen leggen.[27]
- 1 november 2022: Poetin en Erdogan spraken per telefoon over de graandeal. In het gesprek zei Poetin "harde garanties" van de Oekraïense regering te willen dat de route niet militair zou worden gebruikt. Pas dan zou Rusland een terugkeer naar de overeenkomst overwegen. Poetin eiste ook een "gedetailleerd onderzoek" naar de aanvallen.[28]
- 2 november 2022: Rusland stapte opnieuw in het graanakkoord.[29]

## De overeenkomst

Het Black Sea Initiative zoals overeengekomen is op 22 juli 2022

Op 22 juli 2022 vond de ondertekeningsceremonie plaats in het Dolmabahçe-paleis in Istanbul, Turkije. De ceremonie markeert de eerste grote deal tussen de strijdende partijen sinds het begin van de Russische invasie in februari. Het was echter geen directe overeenkomst tussen Rusland en Oekraïne. In plaats daarvan tekende Oekraïne een overeenkomst met Turkije, en tekende Rusland een afzonderlijke "spiegelovereenkomst" met Turkije. De Verenigde Naties waren erbij als "getuige".
De documenten stellen de veilige navigatie vast voor de export van graan en aanverwante voedingsmiddelen en meststoffen, waaronder ammoniak. Het akkoord stelt vast dat schepen veilig kunnen aanmeren enkel in de Oekraïense havens van Odessa, Tsjornomorsk en Joezjne, ofwel de havens die ten tijde van de overeenkomst niet in handen waren van de Russen. Verder staat in de overeenkomst dat de schepen door de Zwarte Zee zullen varen door de aangewezen corridors die ontmijnd zullen worden. Alle koopvaardijschepen zijn vervolgens verplicht om naar Turkije te gaan voor inspectie.

### Joint Coordination Centre
Als onderdeel van de overeenkomst werd op 27 juli in Istanbul een Gemeenschappelijk Coördinatiecentrum (JCC) opgericht onder auspiciën van de Verenigde Naties. Het JCC is belast met het registreren en bewaken van het vertrek van commerciële schepen via satelliet, internet en andere communicatiemiddelen. Haar primaire verantwoordelijkheid is het controleren op de aanwezigheid van onbevoegde ladingen en personeel aan boord van de schepen. Het JCC bevindt zich op de campus van de National Defense University, ongeveer 7 kilometer ten noorden van het stadscentrum van Istanbul. Het centrum wordt geleid door een Turkse admiraal. Er zijn in totaal twintig afgevaardigden in dienst (elk vijf vertegenwoordigers van de 4 betrokken partijen). Oekraïners en Russen werken afzonderlijk van elkaar en contact tussen hen vindt alleen plaats in noodsituaties als dat nodig wordt geacht.

### Rusland stapt uit graandeal (2023)
Rusland kondigde op 17 juli 2023 aan dat het uit het Graanakkoord gestapt was. Volgens Rusland kon de veiligheid van de schepen niet langer gegarandeerd worden en hield het Westen zich niet aan de voorwaarden die in het akkoord opgesteld stonden. Daardoor werd het voor Oekraïne een stuk moeilijker om de graanreserves naar andere landen te exporteren.

### Oekraïne stapt uit graandeal (2024)
Tot april 2024 onderhandelden Rusland en Oekraïne twee maanden over een Graanakkoord, na aandringen van de Verenigde Naties. Kort voor bemiddelaar Turkije het akkoord zou aankondigen, trok Oekraïne zich echter plots terug uit de gesprekken, volgens Reuters en Oekrajinska Pravda.

## Gevolgen
Na de overeenkomst daalden de tarweprijzen tot vooroorlogse niveau.
Op 23 juli werd gemeld dat Rusland Kalibr-raketten had gelanceerd in de haven van Odessa, minder dan een dag na de ondertekening van de graandeal. Volgens Oekraïne werden twee van de vier raketten onderschept. Russische functionarissen vertelden aan Turkije dat Rusland "niets te maken" had met de raketaanvallen. De volgende dag bevestigde Igor Konashenkov, een woordvoerder van het Russische ministerie van Defensie, de aanval. Hij beweerde dat een Oekraïens oorlogsschip was vernietigd en een magazijn vol Harpoon-antischeepsraketten. Na de aanval waren verzekeraars terughoudender met het verzekeren van handelsschepen die naar Oekraïne varen. Het Verenigd Koninkrijk beloofde dat het betrokken bedrijven zou helpen bij verzekering gerelateerde zaken.
Op 1 augustus begon het eerste schip de Oekraïense haven te verlaten.
Volgens de Oekraïense president Volodymyr Zelensky werd tot 26 augustus door Oekraïne ongeveer 1 miljoen ton graan geëxporteerd. Zo'n 44 schepen waren naar 15 landen gegaan, met nog eens 70 schepen die zich hadden aangemeld om met graan te worden geladen. Volgens de president was het doel om 3 miljoen ton per maand te verschepen.
Op 4 september verstuurde Oekraïne 282.500 ton aan landbouwproducten naar acht landen middels 13 schepen, het grootste dagelijkse aantal tot dan toe. Tot 14 september 2022 werd drie miljoen ton aan landbouwproducten verscheept naar 23 landen, waarbij Turkije (52), Italië (15), Spanje (11) en Egypte (10) de meeste schepen ontvingen. Oekraïne was van plan 60 miljoen ton over 9 maanden te exporteren als hun havens goed functioneerden.
Op 29 oktober 2022 schortte Rusland de overeenkomst op na een aanval op hun Zwarte Zeevloot in Sebastopol.

## Reacties
De overeenkomst werd positief ontvangen door de internationale gemeenschap, maar zorgen over de uitvoering bleven aanhouden. De Canadese premier Justin Trudeau verklaarde dat de G7 "nauw samenwerkt met partners zoals Turkije en anderen" om het graan uit Oekraïne te krijgen, maar tegelijkertijd geen vertrouwen hebben in Rusland. Josep Borrell, hoofd van het buitenlands beleid van de EU, twitterde dat de overeenkomst 'een stap in de goede richting' was en verwelkomde de inspanningen van de VN en Turkije.
De Britse minister van Buitenlandse Zaken, Liz Truss, verwelkomde de overeenkomst en zei dat ze "ervoor zal zorgen dat de woorden van Rusland overeenkomen met de daden". Guy Platten, de secretaris-generaal van de International Chamber of Shipping, noemde de overeenkomst een "essentiele doorbraak voor de miljoenen mensen die afhankelijk zijn van de veilige doorgang van graan om te overleven". Afrikaanse leiders, wiens landen voedsel importeren uit Oekraïne en Rusland, verwelkomden de overeenkomst, waarbij de Zuid-Afrikaanse president Cyril Ramaphosa zei dat het veels te lang geduurd.
Tijdens de ondertekeningsceremonie noemde VN-secretaris-generaal António Guterres de overeenkomst 'een baken van hoop'. Hij zei dat het "opluchting zou brengen voor ontwikkelingslanden die op de rand van bankroet staan en hulp aan de meest kwetsbare mensen op de rand van hongersnood." Hij noemde ook de doorzettingsvermogen van president Erdogan bij elke stap van dit proces essentieel.
De Russische minister van Defensie Sergej Sjojgoe zei na de ondertekeningsceremonie dat Rusland geen misbruik zou maken van het feit dat de havens ontmijnd zouden worden.